# 駐日マーシャル諸島大使館
駐日マーシャル諸島大使館（英語: Embassy of the Marshall Islands in Japan）は、マーシャル諸島が日本の首都東京に設置している大使館である。在東京マーシャル諸島大使館（英語: Embassy of the Marshall Islands in Tokyo）とも。
1986年10月21日、マーシャル諸島がアメリカ合衆国から独立。1988年12月に日本とマーシャル諸島の間で外交関係が樹立された後、1991年12月に大使館が開設された。

## 所在地
2023年12月15日より、下記の住所で運営されている。旧住所は「東京都港区西新橋3-13-7 VORT虎ノ門サウスビル（旧・MG愛宕ビルディング）3階」であった。
| 日本語   | 〒158-0082 東京都世田谷区等々力八丁目2-22     |
| 英語     | 8-2-22, Todoroki, Setagaya-ku, Tokyo 158-0082 |
| アクセス | 東急大井町線等々力駅                          |

## 大使
2022年4月26日より、アレクサンダー・カーター・ビングが特命全権大使を務めている。